# Gaetano Palloni
Gaetano Palloni   (Camerino, 5 d'agost de 1831 - Roma, 14 de juliol de 1892) fou un organista i compositor italià del Romanticisme.
Als sis anys començà els estudis de piano i de l'orgue, i després rebé lliçons d'harmonia, composició i cant de Zingarelli i de Mercadante, desenvolupant durant algun temps la plaça d'organista en les principals esglésies de Termo, fins que temps més tard s'establí a Florència, on no tardà a donar-se a conèixer.
Les seves obres principals, a més d'una gran Missa, són nombroses col·leccions de melodies, a una o moltes veus, amb acompanyament de piano, que es distingeixen pel seu bon gust, elegància i sentiment.